# 에어본 킹덤
에어본 킹덤(Airborne Kingdom)은 더 웬더링 밴드(The Wandering Band)에서 개발한 도시 건설 비디오 게임이다. 플레이어는 이동식 비행 도시를 건설하고 유지한다. 2020년에 윈도우 및 macOS용으로 출시되었으며 프리덤 게임스는 2021년 말에 콘솔에 대한 포팅을 게시했다.

## 게임플레이
플레이어는 지구 도시를 방문하고 교역할 수 있는 비행 도시에 대한 잃어버린 계획을 재발견한 문화를 제어한다. 도시는 날아다니는 타운 센터로 시작되며, 플레이어는 그곳에서 건설을 시작한다. 무거운 건물은 리프트의 필요성을 증가시키며, 도시가 기울어지지 않도록 건축의 균형을 맞춰야 한다. 건물은 항력을 생성하여 더 많은 프로펠러가 필요할 수도 있다. 도시를 제대로 운영하려면 석탄과 기타 지상 자원이 필요하다. 이를 수확하기 위해 플레이어는 일꾼을 비행기로 보낼 수 있다. 시민들은 처음에는 기본적인 필수품을 제공함으로써 행복해하지만 나중에는 문화 건물과 사치품을 요구하기 시작한다. 플레이어는 필요한 아이템을 찾는 등 지구에 묶인 도시에 대한 작업을 수행하고 보상으로 이민자를 받을 수 있다. 도시가 행복할수록 이민자가 많아진다. 궁극적인 목표는 이들 도시를 동맹국으로 통합하는 것이다. 이 목표에 도달하면 플레이어는 선택적으로 자원이 부족한 새 지도에서 시작할 수 있다. 2022년에 출시된 무료 DLC에는 툰드라 풍경이 추가되어 도시의 효율성이 악화되고 아래 땅에서 모든 식량, 물, 석탄이 제거된다. 도시의 모습은 이슬람 황금 시대 건축물의 스팀펑크 버전을 기반으로 한다.

## 개발
에어본 킹덤은 2020년 12월 17일 윈도우 및 macOS에서 출시되었다. 프리덤 게임스는 2021년 11월 9일 닌텐도 스위치, 플레이스테이션 4, 플레이스테이션 5, 엑스박스 원 및 엑스박스 시리즈 X/S에 포트를 출시했다.

## 평가
에어본 킹덤은 메타크리틱에서 긍정적인 평가를 받았다. 록 페이퍼 샷건은 이것이 "진정한 신선한 공기의 숨결"이라고 말하며 표면 수준의 미학보다 더 깊은 스팀펑크와 이슬람 건축의 사용을 칭찬했다. PC 게이머는 이를 "머리카락이 찢어지지 않는 스마트하고 최면에 걸린 도시 건설"이라고 불렀다. PC 게이머는 일반적으로 게임의 편안한 게임 플레이를 즐겼지만, 세계를 하나로 묶는 캠페인이 다소 쉽다고 말했다. 유로게이머는 이 게임을 "사랑스럽고 약간 실험적인 도시 시뮬레이션"이라고 묘사하지만 제국주의의 부정적인 의미를 탐구하지는 않는다고 말했다. 닌텐도 라이프는 독특한 설정을 원하는 도시 건설 게임 팬들에게 에어본 킹덤을 추천했지만, 복잡한 시뮬레이션을 원하는 사람들에게는 실망스러울 수도 있다고 말했다. 그들은 또한 아래 세계의 노천 채굴이 더 서술적인 논평을 위한 기회를 놓친 것이라고 제안했다. 독특한 설정을 즐겼던 터치아케이드는 또한 세계관을 더 많이 구축했다면 게임이 더 좋아졌을 것이라고 제안했다. 두 사이트 모두 게임 전체를 추천했지만 터치아케이드와 닌텐도 라이프는 스위치의 게임 사용자 인터페이스가 개선될 수 있다고 말했다.